# Gmajna, Slovenj Gradec
Gmajna este o localitate din comuna Slovenj Gradec, Slovenia, cu o populație de 456 de locuitori.